# Edward Myśliwiec
Edward Stanisław Myśliwiec (ur. 14 marca 1936 w Jaśle, zm. 17 grudnia 2021) – oficer Milicji Obywatelskiej i Policji, działacz samorządowy.

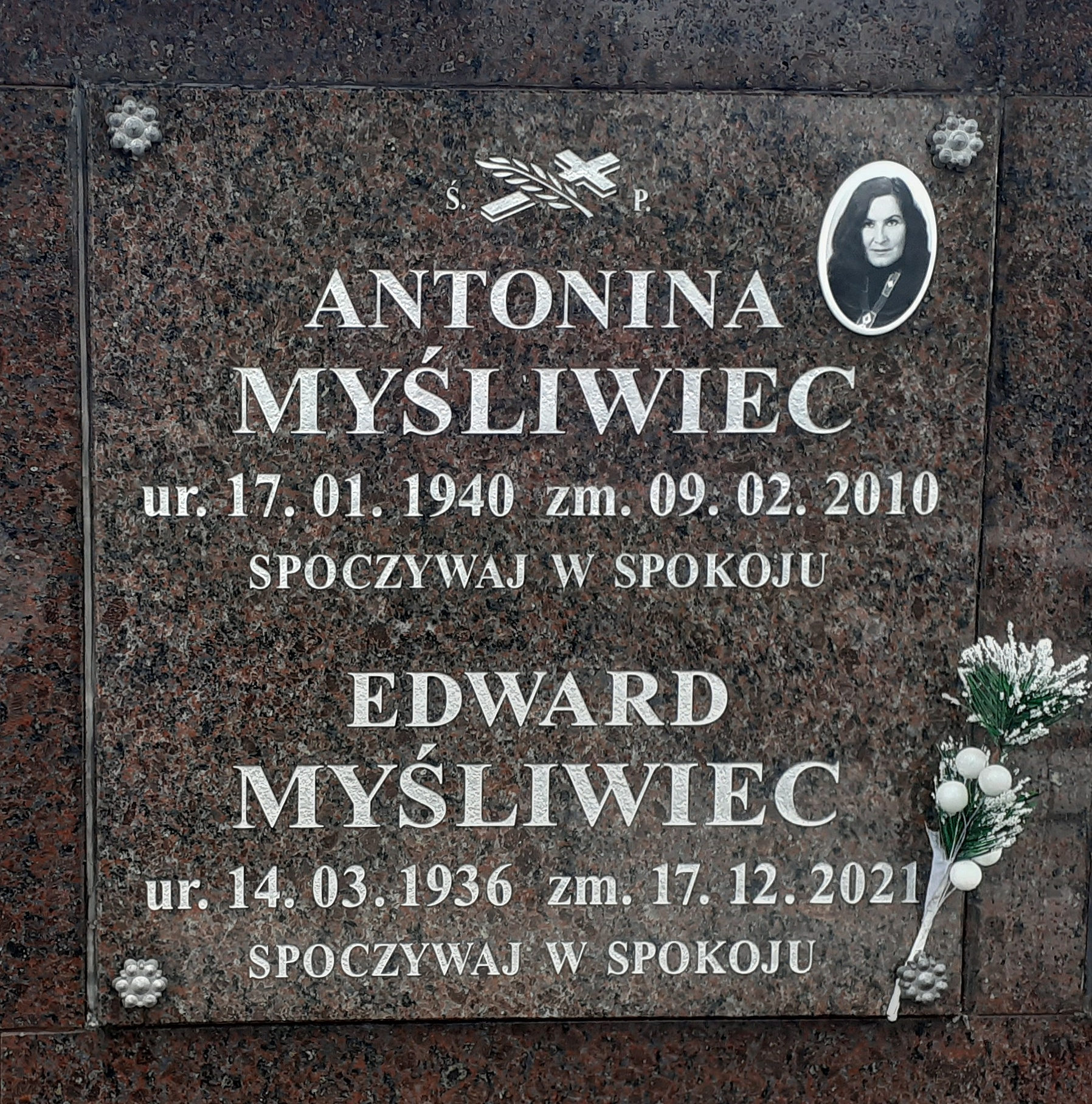
Miejsce pochówku Edwarda Myśliwca

## Życiorys
Urodził się 14 marca 1936 w Jaśle jako syn Józefa. Po ukończeniu Technikum Elektrycznego w Krakowie przez pięć lat uczył w Zasadniczej Szkole Elektryczne w Jaśle. Został funkcjonariuszem Milicji Obywatelskiej. Przez 10 lat był kierownikiem Referatu do zwalczania Przestępczości MO w Jaśle. Później od 1970 przeniósł się do Sanoka, pełnił stanowisko zastępcy komendanta Komendy Miejskiej MO w Sanoku, a następnie  w stopniu majora na przełomie lat 70. i 80. stanowisko komendanta KM MO w Sanoku. Do czerwca 1985 był szefem Rejonowego Urzędu Spraw Wewnętrznych w Sanoku (jego miejsce zajął kpt. Stanisław Hadam). Pod koniec lat 80. był naczelnikiem Wydziału Dochodzeniowo-Śledczego Komendy Wojewódzkiej MO w Krośnie oraz Wojewódzkiego Urzędu Spraw Wewnętrznych w Krośnie. Po przekształceniu formacji pełnił to stanowisko w powołanej w 1990 Policji. Ukończył studia prawa na Wydziale Prawa Uniwersytetu Jagiellońskiego. W 1991 odszedł na emeryturę. 
Pełnił mandat radnego Miejskiej Radzie Narodowej (MRN) w Sanoku: wybierany w wyborach 1973, 1978, 1984 (każdorazowo zasiadał w Komisji Przestrzegania Prawa i Porządku Publicznego). Był członkiem PZPR. 6 czerwca 1975 został wybrany członkiem Egzekutywy Komitetu Miejskiego PZPR w Sanoku, ponownie wybrany na tę funkcję w maju 1981. 27 stycznia 1984 został wybrany zastępcą członka Komitetu Wojewódzkiego PZPR w Krośnie.
W wyborach samorządowych 1994 bez powodzenia ubiegał się o mandat radnego Rady Miasta Sanoka startując jako emeryt z listy SLD. W 1995 podjął działalność w Radzie Dzielnicy Olchowce, pełniąc stanowisko przewodniczącego rady, a następnie przewodniczącego zarządu dzielnicy. W wyborach samorządowych 1998, startując jako bezpartyjny z ramienia Sojuszu Lewicy Demokratycznej, uzyskał mandat radnego Rady Miasta Sanoka III kadencji 1998–2002. We wrześniu 2000 został wybrany przewodniczącym Komisji Rewizyjnej RM Sanoka. W wyborach samorządowych w 2002 bezskutecznie ubiegał się o reelekcję, startując z listy Koalicyjny Komitet Wyborczy SLD–Unia Pracy. Od grudnia 2003 do maja 2015 zasiadał w radzie nadzorczej Sanockiego Przedsiębiorstwa Gospodarki Mieszkaniowej sp. z o. o., pełnił stanowisko prezesa rady nadzorczej SPGM, a w lutym 2008 zasiadał w Gminnym Zakładzie Komunalnym.
Zmarł 17 grudnia 2021. 27 grudnia 2021 jego prochy spoczęły w kolumbarium na Cmentarzu Centralnym w Sanoku w miejscu, gdzie wcześniej została pochowana Antonina Myśliwiec (1940-2010). Mieli dwie córki.

## Odznaczenia
- Odznaka Specjalna Ochotniczej Rezerwy Milicji Obywatelskiej (1975)[26].
- Odznaka „Zasłużony dla Sanoka” (1978)[27].
- Odznaka honorowa „Za zasługi dla województwa krośnieńskiego” (1981)[28].